# 尾山篤二郎
尾山 篤二郎（おやま とくじろう、1889年12月15日 - 1963年6月23日）は、大正期から昭和期にかけての日本の国文学者・歌人。学位は、文学博士（東京大学）。

## 経歴
石川県金沢市出身。金沢市立商業学校（現：石川県立金沢商業高等学校）に入学するが、1903年に結核に感染し、右足の切断を余儀なくされる。金沢商業学校は中退した。窪田空穂を慕い、のちには空穂の主宰する『國民文學』の同人にもなっている。
1909年上京、前田夕暮、若山牧水らを知る。1911年に夕暮が創刊した『詩歌』に参加し、1912年には自らが金沢において『樹蔭』を創刊、さらに1917年には牧水が主宰雑誌『創作』を復刊した際に加わっている。
このあいだ、1913年歌集『さすらひ』を出版。1917年、松村英一と国内初の短歌総合雑誌『短歌雑誌』の編集に参加。大正・昭和初期の歌壇で鋭い舌鋒で鳴らし、毒舌と怖れられた。歌は日常語を多く用い、自ら「ざっくばらん調」と称する平明で自由な歌風だった。生涯に渡って筆一本で生計を立てた。
1938年、自ら主宰する短歌会の同人雑誌『藝林』を創刊した。古典研究も行い、1951年、歌集『とふのすがごも』と『大伴家持の研究』の業績により日本芸術院賞受賞、『大伴家持の研究』により東京大学にて文学博士号取得。唐人お吉を描いた小説「影絵双紙」もある。
1963年6月23日、胆管癌のため神奈川県横浜市金沢区の横浜市立大学医学部附属十全病院で死去。墓所は横浜市日野公園墓地。戒名は清明院西念篤行居士。

## 著書
- 永き巡礼の旅より 尾山篤二郎(秋人) 緑窓社 1910.9
- さすらひ 歌集 岡村盛花堂 1913
- 明る妙 四方堂 1915
- 柿本人麿 日本名歌撰 評註 第1篇 抒情詩社 1916
- 三枝草集 歌集 抒情詩社 1917
- 万葉集物語 東雲堂書店 1917
- 作歌道講話 国華堂書店 1917
- 野を歩みて 東雲堂書店 1918
- まんじゅさげ 歌集 東雲堂 1921
- 処女歌集 紅玉堂書店 1924
- 短歌五十講 紅玉堂書店 1925
- 草籠 歌集 紅玉堂書店 1925
- 歌はかうして作る 紅玉堂書店 1925
- 白圭集 歌集 紅玉堂書店 1928 (新歌集叢書)
- 鑑賞長塚節歌集 素人社書屋 1929
- 影絵双紙 平凡社 1929
- 明治歌壇概史 紅玉堂書店 1929 (紅玉堂文庫)
- 短歌論攷 立命館出版部 1931
- 作歌法入門 白帝書房 1932
- 西行法師評伝 改造社 1934
- 作歌道雑話 人文書院 1935
- 平明書屋歌話 茜書房 1936
- 歴代歌人研究 第7巻 藤原家隆 厚生閣 1938
- 雲を描く 歌集 書物展望社 1939
- 清明 歌集 天理時報社 1942
- 大伴家持の研究 上巻 大八洲出版 1948
- 焦土文稿 靖文社 1948
- 大伴家持の研究 平凡社 1956
- 万葉と新古今 笠間書院 1978.12 (笠間叢書)
- 尾山篤二郎全歌集 短歌新聞社 1982.10
- 無柯亭歌論集 短歌新聞社 1986.2
- 雪客 歌集 1999.2 (短歌新聞社文庫)

## 共編著
- 大正一万歌集（編）岡村書店 1914
- 平賀元義歌集 標註 春陽堂 1923
- 源実朝歌集 新釈 紅玉堂書店 1924
- 短歌新辞典（編）恒星堂 1925
- 昭和一万歌集 矢島歓一共編 素人社書屋 1928
- 和歌評釈選集 第4巻 西行法師名歌評釈 非凡閣 1935
- 作者別万葉集評釈 第4巻 大伴旅人・山上憶良篇 非凡閣 1935
- 作歌辞典 窪田空穂共編 短歌作法講座 第3巻 改造社 1936

## 作詞校歌
- 石川県能都町立鵜川小学校
- 金沢市立味噌蔵町小学校
- 金沢市立泉中学校
- 金沢大学附属中学校
- 東京都中野区多田小学校
- 横浜高等学校
- 東京都新宿区立西戸山中学校
- 金沢市立兼六中学校
- 金沢市立高岡中学校